# Dürnstein
Dürnstein osztrák város Alsó-Ausztria Kremsvidéki járásában. 2025 januárjában 816 lakosa volt. Dürnstein várában raboskodott Oroszlánszívű Richárd angol király 1192-93-ban. 

## Elhelyezkedése

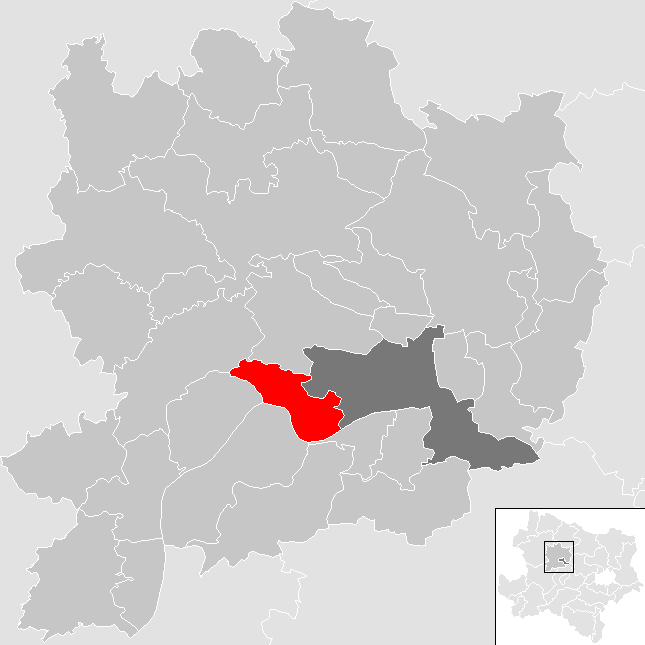
Dürnstein a Kremsvidéki járásban

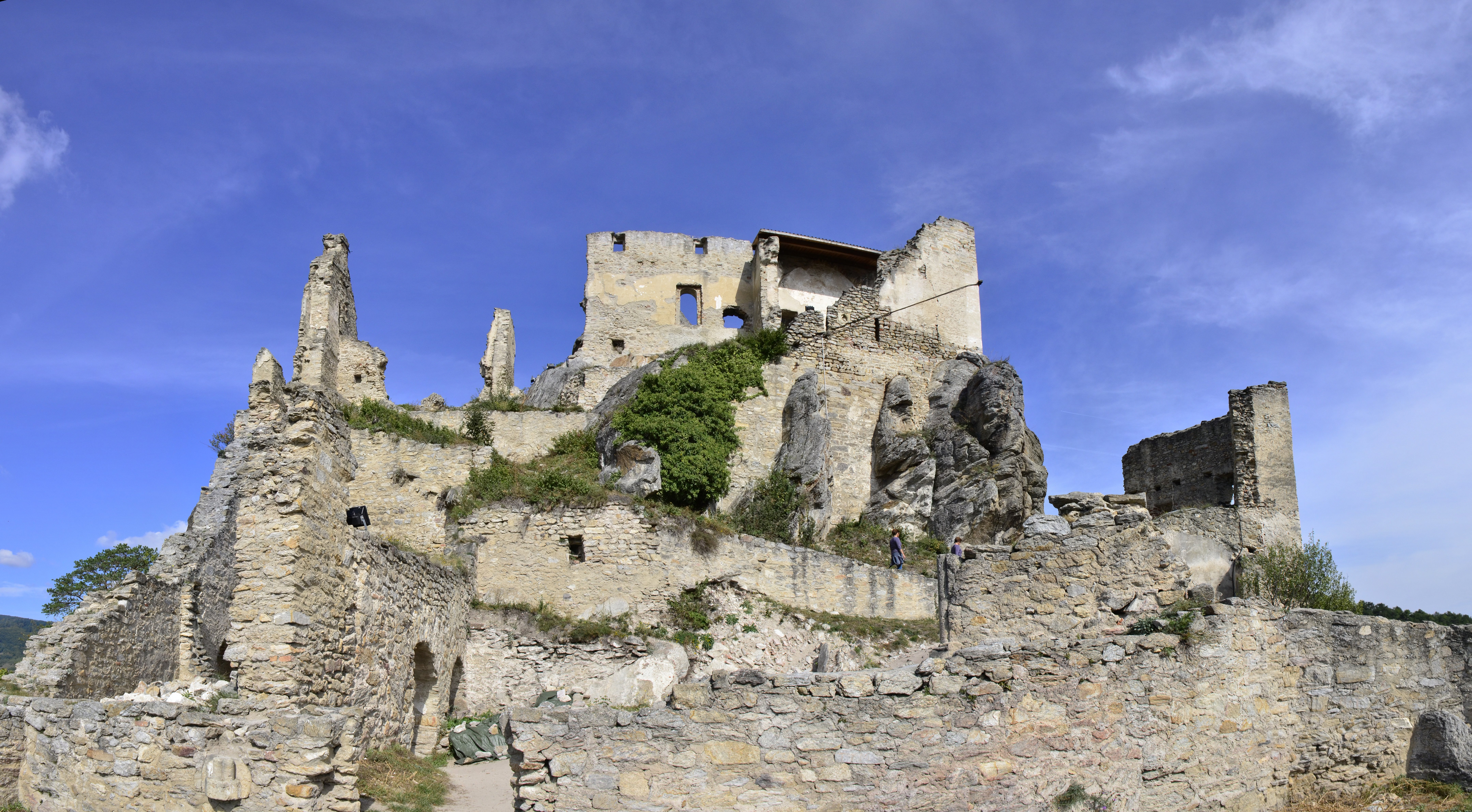
A dürnsteini vár romjai

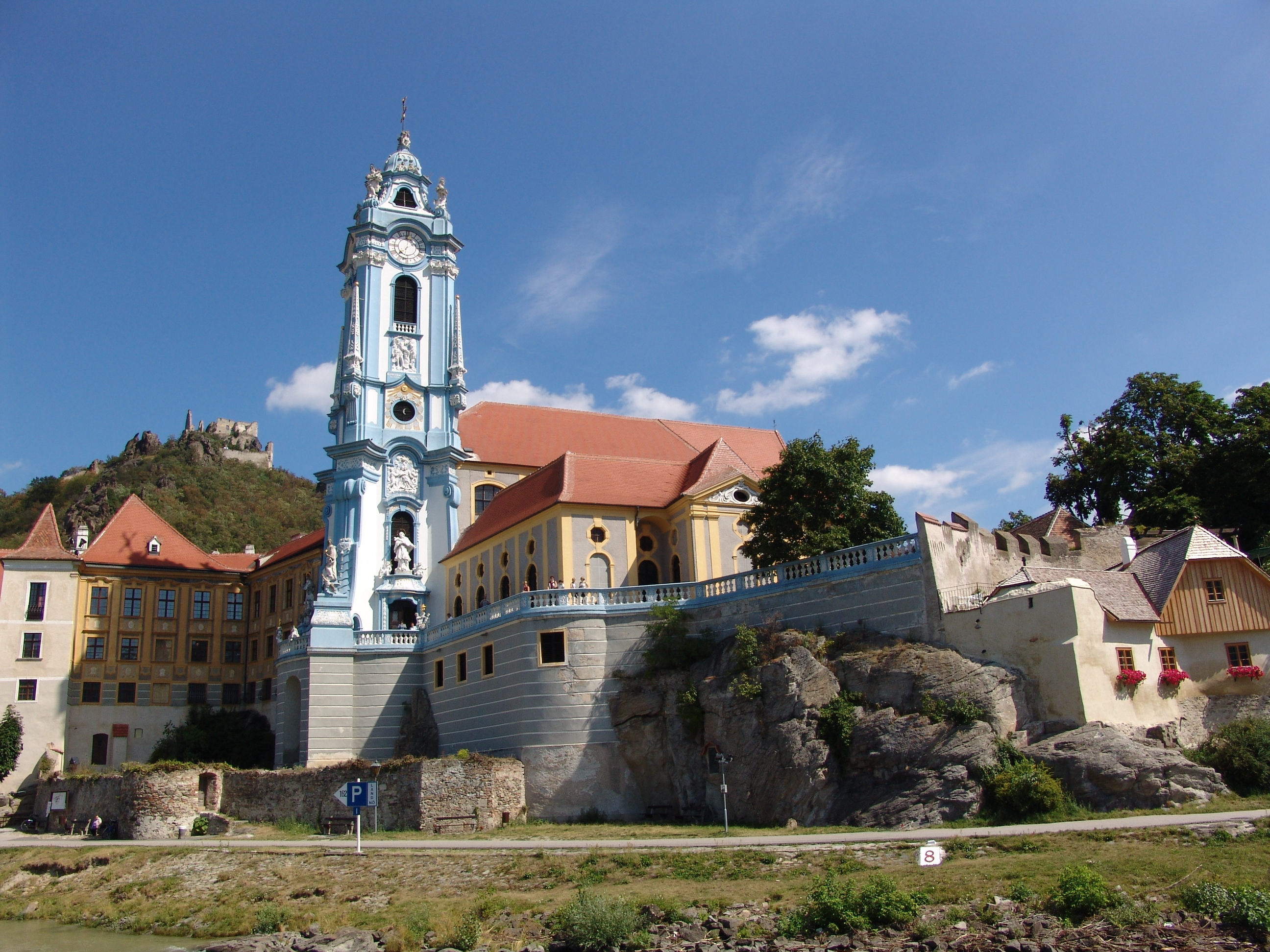
A volt ágostonos kolostor, jellegzetes kék templomtornyával

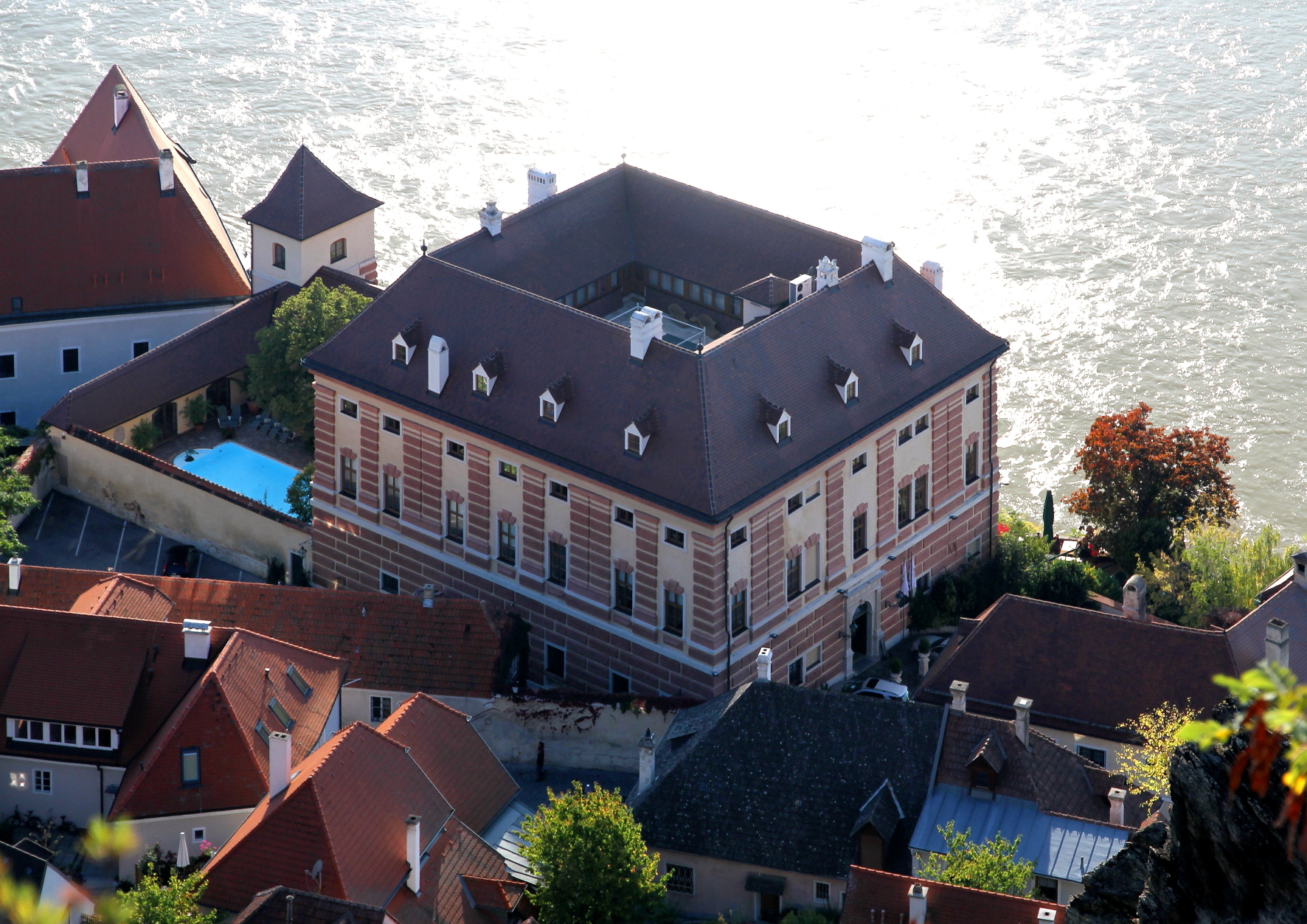
A volt dürnsteini kastély (ma szálloda)

Dürnstein a tartomány Waldviertel régiójában fekszik a Duna bal partján. Területének 61,2%-a erdő, 12% szőlő, 12,8% áll egyéb mezőgazdasági művelés alatt. Az önkormányzat 5 települést egyesít: Dürnstein (297 lakos 2025-ben), Dürnsteiner Waldhütten (49), Oberloiben (152), Rothenhof (10) és Unterloiben (308). 
A környező önkormányzatok: északra Senftenberg, keletre Krems an der Donau, délkeletre Mautern an der Donau, délnyugatra Rossatz-Arnsdorf, nyugatra Weißenkirchen in der Wachau, északnyugatra Weinzierl am Walde.

## Története
A városhoz tartozó Loibent 860-ban említik először, amikor Német Lajos király az itteni régiót a salzburgi érsekségnek adományozta. 1002-ben II. Henrik király a tegernseei kolostornak adott két itteni földbirtokot. A 12. század közepétől a birtok a Kuenringek kezébe került és I. Hadmar von Kuenring megépíttette Dürnstein várát. A vár a nemzetség egyik fő székhelyévé vált. 1192 decembere és 1193 februárja között itt őrizték az V. Lipót osztrák herceg által elfogatott Oroszlánszívű Richárd angol királyt. 1230-ban a III. Hadmar és Heinrich fivérek fontos szerepet játszottak a II. Frigyes herceg elleni nemesi felkelésben. 1335-ben a Kuenringek dürnsteini ága kihalt és a birtok II. Albert hercegre szállt. A várat és az uradalmat mintegy kétszáz évig a hercegek által kinevezett intézők kormányozták, majd többször is elzálogosították, pl. a Maissau vagy Eitzing családoknak. 1609-ben a Zelkingekre szállt, 1625-ös kihalásuk után a Zinzendorfoké lett, akik 1663-ban eladták a Starhembergeknek, övék is maradt egészen 1936-ig.
Dürnstein városát 1347-ben említik először, 1476-ban pedig III. Frigyes császártól címert kapott. A 15. század elején a husziták, majd 1477-ben és 1485-ben Mátyás magyar király hadai szállták meg a várost. 1551-ben az egész várost tűzvész pusztította el. A harmincéves háborúban a svédek foglalták el települést, akik felrobbantották a várat. 1683-ban I. Lipót császár Dürnsteinben kapta a hírt, hogy Bécset felszabadították a török ostrom alól. 1788-ban II. József császár egyházrendelete alapján felszámolták az 1410-ben alapított ágostonos kolostort. 1803-ban az egyházi birtokokat szekularizálták és Loiben is átkerült a tagernseei kolostoról az állami vagyonkezelő hivatalhoz. 1805. november 11-én a város mellett zajlott a napóleoni háborúk dürnsteini csatája, ahol Édouard Mortier francia tábornok vereséget szenvedett az orosz Kutuzovtól. 1811-ben Alois Geniceo gróf 158 ezer guldenért megvásárolta Loibent. 
1902-ben a dunai gőzhajóállomás megnyitása jelentős gazdasági fellendüléssel járt; 1909-ben pedig megkezdték a wachaui vasút építését. 1925-ben egy nagy tűzvész számos épületet elpusztított. 1954-ben Dürstein látképe került a százschillinges bankjegy hátoldalára.
Dürnstein 1994-ben elnyerte az Európa Diplomát, 2000-ben pedig a várost az UNESCO Wachau régióval együtt a Világörökség részévé nyilvánította.

## Lakosság
A dürnsteini önkormányzat területén 2025 januárjában 816 fő élt. Lakosságszáma 1951 óta csökkenő tendenciát mutat. 2023-ban az ittlakók 94,3%-a volt osztrák állampolgár; a külföldiek közül 2% a régi (2004 előtti), 1,5% az új EU-tagállamokból érkezett. 0,7% a volt Jugoszlávia (Horvátország és Szlovénia kivételével) vagy Törökország; 1,5% egyéb ország polgára volt. 2001-ben a lakosok 93,6%-a római katolikusnak, 1,1% evangélikusnak, 0,2% ortodoxnak, 0,5% mohamedánnak, 3,2% pedig felekezeten kívülinek vallotta magát. Ugyanekkor a legnagyobb nemzetiségi csoportot a német anyanyelvűeken (98,3%) kívül a horvátok alkották 2 fővel.  
A népesség változása:

| 2016 | 869 |
| 2018 | 864 |

## Látnivalók
- Ágoston-rendi kolostorának (Augustiners-Choherrensteinstift) díszes épületét, gazdag stukkóit és a vidéket uraló barokk tornyát. Dürnsteini Apátságot, 1410-től lakják. Ausztria egyik legszebb barokk apátsági épületegyüttese, kék-fehér plébániatemplomával.[2]
- Alter Klosterkeller – Kolostorpince
- Kunigundenkirche: 1289-ből, jelenleg a torony
- Városháza
- Egykori Clarissinnenkirche 1289-ből, ma romos
- Hotel Schloss Dürnstein(új kastély)
- Keller Schloss (Pincekastély)
- Dürnstein vára (rom) magasan a város felett a sziklákra épült 1130 körül a Kuenringerek által, napjainkban a turisták kedvelt célpontjának számít. A vár 1645 óta romos.  Itt tartották fogva Oroszlánszívű I. Richárdot.[3]
- Túraösvény, mely a Duna partjától indul és a várostól nyugatra fekvő hegygerincen halad fölfelé. A vulkáni kőzetű sziklák meglepően furcsa és látványos formákat öltenek. A néhol drótokkal biztosított ösvény gyorsan emelkedik és lélegzetelállító látvány nyílik róla a Dunára és a városra is. Az alig 300 méter szintemelkedést leküzdve a Vogelberg és a Schlossberg nyergében hangulatos kis turistaházzal.  A házat elhagyva a Schlossberg csúcsára érdemes felsétálni, a Starhembergwartéhoz. Innen meredek ösvényen ereszkedünk a középkori várig.[4]

## Testvértelepülések
- Tegernsee (Németország)